# Stazione di Sanda
La stazione di Sanda (三田駅?, Sanda-eki) è la principale stazione ferroviaria della città di Sanda, nella prefettura di Hyōgo in Giappone. La stazione offre l'interscambio fra la linea Fukuchiyama (servita dal servizio JR Takarazuka) della JR West e la linea Shintetsu Sanda delle Ferrovie Shintetsu. La stazione viene utilizzata anche dai turisti che si recano alle famose terme di Arima onsen, per le quali un tempo esisteva anche una linea ferroviaria delle ferrovie di stato giapponesi chiamata linea Arima, oggi dismessa, che partiva proprio dalla stazione di Sanda. La stazione dista 41,4 km dal capolinea di Osaka.

## Linee e Servizi ferroviari
West Japan Railway Company
■ Linea JR Takarazuka
Ferrovie Shintetsu
● Linea Shintetsu Sanda

## Struttura

### Stazione JR West
La stazione è dotata di due marciapiedi laterali per due binari in superficie, denominati 1 e 3. Questo poiché era presente un binario di stazionamento al centro, in seguito rimosso. Fermano tutti i tipi di treni, inclusi gli espressi limitati e in media fermano alla stazione di Sanda circa 6 treni all'ora per tutto il giorno, con rinforzi in direzione Osaka la mattina.
| 1 | ■ Linea JR Takarazuka | per Sasayamaguchi e Fukuchiyama                |
| 2 | ■ Linea JR Takarazuka | per Takarazuka, Amagasaki, Osaka e Kitashinchi |

### Stazione Shintetsu
Sanda è il capolinea della linea Shintetsu Sanda ed è quindi dotata di due binari tronchi. 
| 1-2 | ● Linea Shintetsu Sanda                         | per Shinkaichi e Arima onsen |
| 1-2 | ● Linea Shintetsu Kōen-toshi (servizio diretto) | per Wood Town Chūō           |

## Stazioni adiacenti
| «                     | Servizio              | »                   |
| Linea JR Takarazuka   | Linea JR Takarazuka   | Linea JR Takarazuka |
| --------------------- | --------------------- | ------------------- |
| Dōjō                  | Locale                | Shin-Sanda          |
| Nishinomiyanajio      | Rapido Rapido Tambaji | Shin-Sanda          |
| Linea Shintetsu Sanda |                       |                     |
| Sanda Honmachi        | Locale                | Capolinea           |

- Ferma anche l'espresso limitato Kounotori